# Cave (poker)
Pour les articles homonymes, voir Cave.
Au jeu de poker, une cave est liée à la table sur laquelle on joue et est le nombre minimum de jetons qu'un joueur doit acheter pour avoir le droit de jouer. Cela peut également désigner le montant du droit d'entrée à un tournoi de poker (qui correspondra à un nombre de jetons).

## Nombre de jetons dans une cave
Le nombre de jetons varie selon les tables et les tournois et est choisi en fonction de la valeur des blind selon le style de partie que l'on veut jouer. Lorsque la cave contient de l'ordre de 20 fois plus de jetons que la valeur du gros blind on parle de cave courte favorisant des comportements agressifs ou les joueurs perdent leur cave en moyenne plus rapidement. Lorsque la cave contient de l'ordre de 50 fois (ou plus) plus de jetons que la valeur du gros blind on parle de cave profonde favorisant les comportements prudents des joueurs (favorisant par exemple les parties longues en tournois).

## Droit à la re-cave
Recave est un terme souvent utilisé au poker sur internet et dans la vie réelle pour définir la possibilité qu'a un joueur ayant perdu sa mise de départ de revenir sur la table de jeu avec une nouvelle mise (souvent identique à la première mise). Pour s'assoir à la table de nouveau le joueur devra donc payer une seconde fois. Par principe, lors des tournois de poker il ne peut y avoir de recave car le jeu se déroule par élimination successive des joueurs.

## Cave en tournois
Cela peut également désigner le montant du droit d'entrée à un tournoi de poker (qui correspondra à un nombre de jeton).